# Ninety-Five Senses
Ninety-Five Senses é um filme de animação em curta-metragem estadunidense de 2023 dirigido por Jared Hess e Jerusha Hess.

## Enredo
O preso Coy, dublado pelo ator Tim Blake Nelson, reflete sobre sua vida e as más decisões que tomou. Ele conta como, quando criança, foi pego roubando pela avó e levou uma surra. Seguiram-se vários trabalhos não muito bem-sucedidos. Certa vez, ao ser demitido por bater em outro carro ao dar ré, ateou fogo à empresa, sem saber que havia um apartamento de família acima da empresa. Por conta disso, foi condenado à morte. Ele então filosofa sobre a refeição de seu carrasco, preparada pelos presos. No final, ele conta como os sentidos individuais parariam lentamente com a morte.

## Lançamento
O casal Jerusha e Jared Hess fez o filme de animação por iniciativa da Salt Lake Film Society. Foi produzido pelo programa MAST. É o primeiro filme de animação do casal, que já havia feito comédias como Napoleon Dynamite (2004) e Nacho Libre (2006). O filme foi animado de diversas formas por seis equipes de animação diferentes dos Estados Unidos e da América Latina. Os direitos do filme são detidos pela plataforma de streaming Documentary+, que faz parte da plataforma FAST.
O filme ganhou o Prêmio do Júri no Festival de Cinema da Flórida. O filme foi indicado para o Oscar de melhor curta-metragem de animação na edição de 2024. Os dois diretores conseguiram a indicação em uma exibição especial de Napoleon Dynamite para marcar o 20º aniversário do filme no Festival de Cinema de Sundance de 2024. O filme também foi indicado ao Prêmio Humanitas em 2023.

## Prêmios e indicações
| Premiação | Data de cerimônia   | Categoria                         | Recipiente(s)        | Resultado | Ref.  |
| --------- | ------------------- | --------------------------------- | -------------------- | --------- | ----- |
| Oscar     | 10 de março de 2024 | Melhor curta-metragem de animação | Jared e Jerusha Hess | Indicado  | [ 6 ] |